# Яловацк
Яловацк (укр. Яловацьк) — село в Камень-Каширской городской общине Камень-Каширского района Волынской области Украины.
Население по переписи составляет 283 человека. Почтовый индекс — 44550. Телефонный код — 3357. Занимает площадь 0,974 км².